# Термокос
Јавно комунлано предузеће за топлификацију „Термокос” Приштина (Термокос) јесте привредно друштво чији је власник Град Приштина и функционише као правно лице локалне самоуправе у систему Републике Србије. Претежна делатност овог привредног друштва је снабдевање паром и климатизација.

## Историја
Термокос је основан 1970. године као предузеће за централно грејање. Термокос се 1974. године придружио Јавном стамбеном предузећу у Приштини и деловао у сколопу Самоуправне интересне заједнице. Године 1978. издвојено је из Јавног стамбеног предузећа (Самоуправне интересне заједнице) и почео је са радом као независна компанија за грејање, али под надзором Града Приштине.
Након рата на Косову и Метохији због новонасталих политичких околоности, предузеће је своје седиште привремено преместило у Грачаницу, а вршење претежне делеатности је постало немогуће због непостојања инфраструктуре за топлификацију у Грачаници, а инфраструктура на градском подручују Приштине је постала недоступна предузећу.
Управљање и надзор над производњом и снадбевањем топлотне енергије у Приштини након јуна 1999. године је преузело одељење јавних служби УНМИК-а.Све надлежноти за топлификацију Приштине и коришћење инфраструктуре Термокоса УНМИК је предао предузећу које функциониште под ингиренцијама самопроглашених косовских органа власти. 